# Aspidophorodon longicauda
Aspidophorodon longicauda (лат.) — вид тлей рода Aspidophorodon из подсемейства Aphidinae. Эндемики Северной Америки (Канада, США).

## Описание
Мелкие насекомые, длина 1,7—2,0 мм. Бескрылые формы аптерии молочно-белые, слегка пылевидные. Крылатые формы имеют смугло-темную голову и грудь и молочно-белое брюшко с двумя продольными пигментированными полосами. На нижней стороне листьев рода Спирея (Spiraea spp.) в Британской Колумбии, Канада, а также зарегистрированы в Вашингтоне, США. Жизненный цикл неизвестен. Диплоидный хромосомный набор 2n=20. Вид был впервые описан в 1963 году по типовым материалам из Северной Америки под названием Eoessigia longicauda. Голова с тремя отростками на лбу; дорзум тела разнообразно украшен морщинками, неправильной полигональной сетчатостью, овальными или полукруглыми скульптурными линиями, мелкими сосочковидными бугорками; трубочки длинные и ложковидные, широкие в основании, слегка вздутые дистально, без фланца.